# 鍾榮峰
鍾榮峰（1954年9月19日—），台灣新竹縣客家人，台灣師大生物系、國立台灣大學海洋研究所碩士，全職自然生態與自然史工作者。
鍾榮峰從事自然保育、攝影與紀錄片工作二十餘年，至今完成野生動物生態紀錄片作品五十餘部。2002年起密集研讀台灣近400年自然歷史相關文獻，迄今已對櫻花鉤吻鮭(台灣鮭魚)、梅花鹿、台灣雲豹、澎湖海溝古脊椎動物化石等四項自然議題提出全新論點。

## 記錄
最早期獲獎作品《台灣獼猴的故事》，文建會第一屆（1989年）金帶獎教學類。
最近期獲獎作品《野鳥在台灣》，第三十三屆(2000年)美國休士頓國際影片暨錄影帶影展「自然及野生動物類」銀牌獎。

## 作品
最近期作品《台灣大自然 - 山林記事》，公共電視文化事業基金會(2003年)，共二十集，生態節目。